# Gherardo Rangoni (podestà 1370)

Stemma dei Rangoni.

Gherardo Rangoni (... – Bologna, 8 ottobre 1370) è stato un politico e condottiero italiano, signore di Castelvetro.

## Biografia
Era figlio di Jacopino Rangoni e di Bartolomea da Savignano.
Fu podestà di Pavia nel 1340 e nel 1354 militò al servizio del marchese di Ferrara Niccolò II d'Este partecipando alla'assedio di Savignano, caduto nella mani dei Visconti. nel 1357 partecipò alla battaglia di Calcara. Considerato uno degli uomini più in vista al servizio degli Estensi, venne ucciso in una imboscata nel 1370 tesagli da Francesco della Rosa detto "Francesco da Sassuolo" (?-1417) mentre si portava da Bologna verso Modena.

## Discendenza
Gherardo sposò Mabilia Porzia ed ebbero tre figli:
- Jacopino (?-1413), condottiero
- Costanza, sposò Rinaldo Ariosto
- Aldrovrandino (?-dopo 1396)